# Voltron: The Third Dimension
Voltron: The Third Dimension, é uma série de animação digital lançada em 1998, semelhante as séries  Beast Wars: Transformers e ReBoot, trata-se de uma continuação de Voltron, assim como Robotech, Challenge of the GoBots e Transformers, a série original era baseada em franquias japonesas de robôs gigantes, criada com a fusão das séries de anime Beast King GoLion e Armored Fleet Dairugger XV.

## Enredo
Três anos após a série original Voltron, o príncipe Lotor foi derrotado pelo Força Voltron. Na batalha final, uma explosão destruiu o navio de guerra de Lotor, seu corpo foi fortemente danificada em meio aos destroços.Doutores da Aliança o curaram e Lotor foi reparado utilizando peças biônicas.
Quando se recuperou, o mais alto tribunal da Aliança Galaxy o encontrou e ele foi jugado por crimes de guerra. Lotor foi condenado à prisão perpétua na solitária, em um presídio de segurança máxima. O juiz disse que iria reduzir sua pena se Lotor contasse a localização da sua fortaleza secreta, onde se escondeu depois da batalha final com Voltron.

## Episódios

### Primeira temporada
1. Escape from Bastille-12
2. Red Lion Breaks Loose!
3. Building the Forces of Doom
4. Lost Souls
5. A Rift in the Force
6. Shades of Gray
7. Bride of the Monster
8. Dominus
9. Voltron Vs. Dracotron
10. Descent into Madness
11. Pidge Gets Iced
12. Dark Heart
13. The Big Lie
14. The Trial of Voltron
15. The Troika Moons
16. Biography: The Voltron Force
17. Queen Ariella

### Segunda temporada
1. The Voltron Force Strikes Back
2. Stealth Voltron
3. Gladiators
4. Dominus Goes Home
5. The Hunter
6. Consider the Alternatives
7. Mind Games
8. Raid on Galaxy Garrison
9. Castle Doom Dead Ahead

## Elenco
- Michael Bell - Lance (26 episódios, 1998-2000)
- Kevin Michael Richardson - Hunk (26 episódios, 1998-2000)
- Neil Ross - Keith (26 episódios, 1998-2000)
- B.J. Ward - Princesa Allura (26 episódios, 1998-2000)
- Billy West - Pidge (26 episódios, 1998-2000)
- Tim Curry - Príncipe Lotor (24 episódios, 1998-2000)
- Tress MacNeille - Lafitte (11 episódios, 1998-2000)
- Clancy Brown - IGOR (5 episódios, 1998-2000)

## Produção

### Companhias de produção
- Mike Young Productions
- World Events Productions

### Distribuidores
- Teletoon

### Efeitos especiais
- Netter Digital Animation

### Outras companhias
- Marshall/Plumb Research Associates
- Summit Media